# San Francisco 49ers 1997
La stagione 1997 dei San Francisco 49ers è stata la 48ª della franchigia nella National Football League. La squadra giunse alla finale della NFC per la quinta volta negli anni novanta. Sarebbe rimasta l'ultima sino alla stagione 2011.

## Partite

### Stagione regolare
| Turno | Data              | Avversario              | Risultato | TV Ora             | Pubblico |
| ----- | ----------------- | ----------------------- | --------- | ------------------ | -------- |
| 1     | 31/8/1997         | at Tampa Bay Buccaneers | S 6–13    | FOX 4:05et         | 62,554   |
| 2     | 7//1997           | at St. Louis Rams       | V 15–12   | FOX 1:00et/12:00ct | 64,630   |
| 3     | 14/9/1997         | New Orleans Saints      | V 33–7    | FOX 4:15et/1:15pt  | 61,838   |
| 4     | 21/9/1997         | Atlanta Falcons         | V 34–17   | FOX 4:15et/1:15pt  | 60,404   |
| 5     | 29/9/1997 (Lun.)  | at Carolina Panthers    | V 34–21   | ABC 9:00et         | 70,972   |
| 6     |                   | Settimana di pausa      |           |                    |          |
| 7     | 12/10/1997        | St. Louis Rams          | V 30–10   | FOX 4:15et/1:15pt  | 63,825   |
| 8     | 19/10/1997        | at Atlanta Falcons      | V 35–28   | FOX 1:00et         | 53,378   |
| 9     | 26/10/1997        | at New Orleans Saints   | V 23–0    | FOX 1:00et/12:00ct | 60,443   |
| 10    | 2/11/1997         | Dallas Cowboys          | V 17–10   | FOX 4:15et/1:15pt  | 68,657   |
| 11    | 10/11/1997 (Lun.) | at Philadelphia Eagles  | V 24–12   | ABC 9:00et         | 67,133   |
| 12    | 16/11/1997        | Carolina Panthers       | V 27–19   | FOX 4:15et/1:15pt  | 61,500   |
| 13    | 23/11/1997        | San Diego Chargers      | V 17–10   | NBC 4:15et/1:15pt  | 61,195   |
| 14    | 30/11/1997        | at Kansas City Chiefs   | S 9–44    | FOX 1:00et/12:00ct | 77,535   |
| 15    | 7/12/1997         | Minnesota Vikings       | V 28–17   | FOX 4:15et/1:15pt  | 55,761   |
| 16    | 15/12/1997 (Lun.) | Denver Broncos          | V 34–17   | ABC 9:00et/6:00pt  | 68,461   |
| 17    | 21/12/1997        | at Seattle Seahawks     | S 9–38    | ESPN 8:15et/5:15pt | 66,253   |

### Playoff
| Turno            | Data      | Avversario           | Risultato |
| ---------------- | --------- | -------------------- | --------- |
| Divisional       | 3/1/1998  | vs Minnesota Vikings | V 30-27   |
| NFC Championship | 11/1/1998 | at Green Bay Packers | S 10-23   |

## Premi
- Dana Stubblefield:

miglior difensore dell'anno della NFL